# Ralf Micholt
Ralf Micholt (Brugge, 15 maart 1946) is een Belgisch advocaat.

## Levensloop
Micholt heeft Europese voorouders. Zijn grootouders aan moederszijde waren Sileziër en Berlijnse. Zijn grootouders langs vaderszijde waren Belg (Brugge) en Nederlandse (Vaals). Zijn ouders waren de Brugse huisarts Micholt en zijn Duitse echtgenote.
Hij volbracht zijn volledige lagere en middelbare studies aan het Sint-Lodewijkscollege. Hij behaalde, met grote onderscheiding, het diploma van doctor in de rechten aan de Rijksuniversiteit Gent (1970).
Hij schreef zich in aan de balie van Brugge in 1970. 
- In 1972-1974 was hij secretaris van de Conferentie van de Jonge Balie.
- Van 1981 tot 1997 was hij lid van de arbitragecommissie bij de balie van Brugge.
- Hij was lesgever voor de BUBA-opleiding ('bekwaamheidsattest tot het uitoefenen van het beroep van advocaat') bij de balie van Brugge.
- Van 2001 tot 2007 en van 2009 tot 2011 was hij  lid van de raad van de orde van de balie van Brugge.
- Van 2003 tot 2005 was hij vice-stafhouder van de balie te Brugge.
- Van 2005 tot 2007 was hij stafhouder van de balie van Brugge.
- In 2007-2008 was hij bestuurder van de Orde van de Vlaamse balies.

In zijn hoedanigheid van stafhouder nam hij het initiatief, samen met vice-stafhouder Paul Bekaert, de geschiedenis van de Brugse balie te doen opzoeken en te boek stellen.
Hij voerde ook het elektronisch stemrecht in voor de balie van Brugge, die hierin pionier was.
Hij was verder ook:
- leraar aan de School voor Bestuursrecht van West-Vlaanderen (1975-2010).
- lid van de inrichtende macht van het Sint-Andreasinstituut Brugge.

Van 1977 tot 2013 was hij plaatsvervangend vrederechter. Van 1999 tot 2009 was hij voorzitter van de Nederlandstalige Uitvoerende Kamer van het Beroepsinstituut van erkende Boekhouders en Fiscalisten (BIBF) te Brussel.
Hij was ook nog: 
- Voorzitter van de CVP-afdeling van Brugge. Hij leidde de afdeling tijdens de woelige periode van het verlies van de volstrekte meerderheid en de verwijzing naar de oppositie (1977-1882).
- Voorzitter van de Orde van den Prince afdeling Brugge.
- Algemeen raadsheer-secretaris bij de Orde van den Prince.
- Lid van Lionsclub Torhout.
- Lid van het semi-geheime genootschap De Ware vrienden van rond den heerd.

## Publicaties
- De balie gecontesteerd, in: Rechtskundig Weekblad, 1972/73.
- Van de beesten af, satirische columns, in: De Brugse Zeg, 1977-1979.
- Mijmeringen over het verdriet van de schildpad, in: Rechtskundig Weekblad, 1985/86.
- Mijmeringen over de "klassieke" advocaat in: De Advocatenkrant, 1995.